# 土地調查事業
土地調查事業是大日本帝国在臺灣和朝鮮開展地形調查、建立土地制度、改革田賦的活動。臺灣總督府於明治31年（1898年9月）成立「臨時臺灣土地調查局」，並從當年起至明治38年（1905年）調查臺灣西部平原地帶的土地。朝鮮土地調查於1910年至1918年大規模展開。